# Derbe nervosa
Derbe nervosa är en insektsart som beskrevs av Hermann Burmeister 1835. Derbe nervosa ingår i släktet Derbe och familjen Derbidae. Inga underarter finns listade i Catalogue of Life.